# نيكولا إيفانوفيتش (لاعب كرة قدم)
نيكولا إيفانوفيتش هو لاعب كرة قدم صربي في مركز الدفاع، ولد في 20 يناير 1989 في تشاتشاك في صربيا. لعب مع ملادوست لوتشاني ونادي تساليه ونادي تشوكاريتشكي.

## وصلات خارجية
- نيكولا إيفانوفيتش (لاعب كرة قدم) على موقع قاعدة بيانات كرة القدم.إي يو (الإنجليزية)
- نيكولا إيفانوفيتش (لاعب كرة قدم) على موقع Soccerway.com (الإنجليزية)